# نوت (شهرستان تاق‌تاگل)
نوت (به لاتین: Noot) یک روستا در قرقیزستان است که در شهرستان تاق‌تاگل واقع شده‌است. نوت ۸۳۲ نفر جمعیت دارد و ۱٬۴۰۰ متر بالاتر از سطح دریا واقع شده‌است.